# ゴールデンタイム (テレビ番組)
『ゴールデンタイム』（GOLDEN TIME）は、1994年4月16日から同年9月17日までフジテレビ系列で毎週土曜日20:00 - 20:54に放送されていたクイズ番組である。

## 番組概要
司会は上岡龍太郎と松本明子。「メディアは何を追いかけるか」をキーワードに、有名人やテレビ番組（特に制作者視点で取材）、雑誌・スポーツ新聞等、メディアやエンターテイメントそのものをクイズとして取り上げた。番組名に似た名前のサラブレッド（ゴルデンタイム）が実際に出走したレースの収録映像から、ゴルデンタイムの着順を予想させるクイズを出題したこともある。その一方で、「ちびっこメディアくん」と称して、番組をテーマに学級新聞を作る学校を募集。参加校の生徒を、「取材」の名目でクイズパートの収録に招待していた。
ディレクターはきくち伸で、それまで担当していた音楽番組『MJ -MUSIC JOURNAL-』の終了後に、プロデューサーの王東順から誘われて当番組に参加。当番組の終了を受けて、先輩プロデューサーの水口昌彦と共に、『MJ』とは違うタイプの音楽番組を手掛けた。その番組がダウンタウンを司会に起用した『HEY!HEY!HEY! MUSIC CHAMP』で、2012年12月までレギュラーで放送されていたほか、終了後も特別番組として何度も復活している。

## ルール
- 5人（2ndステージからは7人）による個人戦
- 基本的に早押しクイズ（筆記問題もあった）1問正解すれば300点、放送2回目以後から500点獲得。問題によっては関連するご褒美を貰える場合もあった。
- 一回の放送分で獲得した点数が最も多い解答者にはトップ賞としてその回に関連する賞品が贈呈。得点が最も少なかった解答者は罰ゲームとして番組の告知を番組外でしなければならない。宣伝方法は解答者の任意であり、飯島愛による当時出演していた「ギルガメッシュないと」（テレビ東京）でお尻に番組ステッカーを貼る、千昌夫による村内向け放送での告知などがあった。
- 各解答席ごとに獲得した点数は次回に持ち越され、どこかの解答席が10000点を突破すると、特典としてそのステージ中に10000点を突破した解答席に座った解答者全員のこの番組のギャラが2倍になった。そして、全席の得点をリセットした状態で新たなステージを開始。番組では半年の間に3ステージ行われた（3rdステージ初回の時点で「FINAL STAGE」と称されていた）。

### メディアグランプリ
- 2ndステージから始まった最終コーナー。当コーナーのジングルは当番組の企画内でキダ・タローが作曲した｡
- 各ジャンル分野から500点・1000点（一時期300点・500点の期間あり）の問題を選択、元となったフジテレビ「クイズグランプリ」と同様、得点の低い問題を選択しなければならない。出題ジャンルは放送界の業界用語や芸能人・各局（フジテレビ以外の局も含む）のエピソードなど。また「チャンスカード」を引いた場合、最初に指名した人のみに解答権が与えられた（不正解の場合通常同様全員による早押しに戻る）が、最終回はそのカードを出した解答者に得点が加算された。
- 本家の誤答による減点などはなく、通常問題同様誰かが正解するまで解答できた。また、上岡の裁量による得点や最初からボーナスが上乗せされている問題などもある。

## 出演者

### 司会
- 上岡龍太郎
- 松本明子（番組では「メディアギャル」と自称）

### 解答者
- 山瀬まみ
- 佐竹雅昭
- 蛭子能収
- 千昌夫
- 飯島愛
- 小林幸子
- マルシア
- マイケル富岡

他

### レポーター
- 河野景子
- 大東めぐみ他

## 主題歌
- 「清く正しく行こう」LINDBERG

## スタッフ
- ナレーション：キートン山田
- テーマ作曲：キダ・タロー
- 協力：ハーフトーンミュージック&システムズ
- 撮影協力：VIC、共同テレビジョン、テーク・ワン
- 構成：鵜沢茂郎、佐々木勝俊、疋田哲夫、佐伯勝/鶴間政行、樋口卓治、澤井康成
- 取材：トラップドア、THE WORKS、オフィス文
- 技術：八峯テレビ（毛利敏彦）
- カメラ：蛭田英和
- 映像：吉田正美
- 音声：野原章
- 照明：植松晃一
- 音響効果：4-Legs（中田圭三）
- 編集・MA：共同テレビジョンビデオ編集センター（加賀学・新田智伸・中村貴明）/ジーエーピー
- 美術プロデューサー：永本允
- デザイン：根本研二
- 美術進行：岡村正樹
- 大道具：塩山勝之
- 装飾：加川功
- アクリル装飾：長岡隆悦
- 電飾：谷口雅彦
- タイトル：高柳義信
- プロデューサー：王東順
- アシスタントプロデューサー：岩崎浩美
- TK：荒井順子
- ディレクター：菊池伸、長部聡介、青木淳一郎/今村えつろう、沼尻高明、前田憲昭/村田義彦、西原信行
- 制作協力：トラップドア、THE WORKS
- 制作：フジテレビ第二制作部
- 制作著作：フジテレビ